# أدريان هوليس
أدريان هوليس (بالإنجليزية: Adrian Hollis)‏ هو عالم لغوي كلاسيكي بريطاني، ولد في 2 أغسطس 1940 في برستل في المملكة المتحدة، وتوفي في 26 فبراير 2013 في مدينة ولز في المملكة المتحدة.

## وصلات خارجية
- أدريان هوليس على موقع مباريات الشطرنج (الإنجليزية)
- أدريان هوليس على موقع اتحاد المراسلات الدولية للشطرنج (الإنجليزية)